# جائزة فرنسا الكبرى للدراجات النارية 2007
جائزة فرنسا الكبرى للدراجات النارية 2007 هو سباق دراجات نارية أقيم بتاريخ 20 مايو 2007 في لو مان، فرنسا. كان الجولة الخامسة من أصل 18 في سباق الجائزة الكبرى للدراجات النارية موسم 2007. فاز الأسترالي كريس فيرمولين بفئة الموتو جي بي بينما جاء الإيطالي ماركو ميلاندري في المركز الثاني وحصل على المركز الثالث الأسترالي كيسي ستونر.

## وصلات خارجية
- الموقع الرسمي